# Erich Ockert
Erich Ockert (* 3. September 1889 in Dresden; † 18. November 1953 in Weixdorf) war ein deutscher Maler und Grafiker.

## Leben

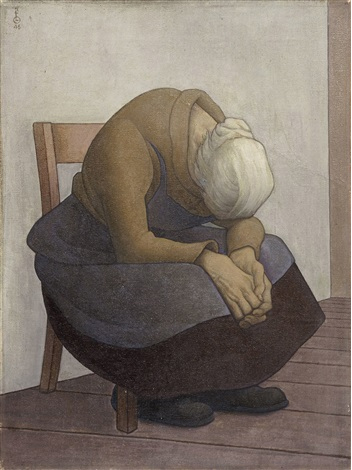
Trauernde (1948); Öl auf Leinwand

Erich Ockert absolvierte von 1904 bis 1908 eine Lehre als Lithograf. 1908 bis 1913 war er als Lithograf in Hamburg, Zittau, Weimar und Mailand tätig. Von 1913 bis 1920 studierte er an der Dresdner Kunstakademie bei Robert Sterl und Johannes Raphael Wehle (1848–1936) sowie bei Richard Müller und Osmar Schindler. 1914/15 studierte Ockert im Malsaal von Robert Sterl und von 1915 bis 1918 im Atelier von Carl Bantzer unterbrochen 1917 von einem Jahr Militärdienst. Danach studierte er bei Ludwig von Hofmann. Er war bis zu seinem Tode freischaffend als Maler und Grafiker in Weixdorf bei Dresden tätig.
Erich Ockert war mit 18 Werken an der Kunstausstellung Dresden 1925 als Mitglied der Neuen Gruppe 1925 auf der Brühlschen Terrasse vertreten. An dieser Ausstellung nahmen auch die Dresdner Kunstgenossenschaft sowie die Dresdner Sezession 1925/26 teil. Erich Ockert war Gründungsmitglied der Dresdner Sezession 1932 und ist auf der Skizze der Gründungsveranstaltung von Bernhard Kretzschmar aufgeführt.
Das zeichnerische und grafische Werk in den ersten Jahren nach dem Studium bis 1922 orientierte sich an den Werken der Nazarener und an der Malerei der Alten Meister. Erich Ockert porträtierte ebenso wie Otto Dix Mitglieder der Familie des Dresdner Rechtsanwaltes und Mäzens Fritz Glaser. Um 1927 machen sich im Werk von Erich Ockert verstärkt Einflüsse der Neuen Sachlichkeit bemerkbar, z. B. im Bildnis seiner siebenjährigen Tochter Annelies (Öl auf Leinwand, 47 × 70 cm, 1927; Galerie Neue Meister Dresden)  das 1930 von den Staatlichen Kunstsammlungen Dresden erworben wurde.
1937 wurden in der Nazi-Aktion „Entartete Kunst“ aus der Staatlichen Gemäldegalerie Dresden ein Knabenbildnis (Öl) Ockerts beschlagnahmt und vernichtet.
Ockert engagierte sich in einer Künstlergruppe zusammen mit Hermann Lange, Ernst Berger im Freitaler Künstlerkreis um Karl Hanusch.
Er war Mitglied des Verband Bildender Künstler der DDR. 1973 hatte er eine Einzelausstellung in der Dresdner Kunstausstellung Kühl, und 1979 war er in Berlin auf der Ausstellung „Weggefährden – Zeitgenossen. Bildende Kunst aus 3 Jahrzehnten“ vertreten.
Im Jahr 2000 wurde in Dresden der Erich-Ockert-Weg nach ihm benannt.

## Werke (Auswahl)

### Tafelbilder
- Selbstbildnis (Öl auf Leinwand, 41 × 32 cm; Städtische Galerie Dresden)[6]

- Mein Bruder (Öl auf Leinwand, 33 × 27 cm, um 1932; Galerie Neue Meister Dresden)[7]
- Bildnis Mutter (Öl auf Holz, 65,5 × 53 cm, 1949; Galerie Neue Meister Dresden)[8]

### Druckgrafik
- Der verlorene Sohn Mit dem Text d. Gleichnisses. Dresdner Verlag, 1922 (Mit Text von Heinar Schilling; Graphische Reihe, Mappe 15)
- Vier Bildnisradierungen. Dresdner Verlag, 1922 (Graphische Reihe, Mappe 21)